# 휘트니 (시트콤)
휘트니(Whitney)는 2011년 9월 22일부터 2013년 3월 27일까지 NBC에서 방영한 시트콤이다.

## 캐스트
- 휘트니 커밍스 - 휘트니 커밍스
- 크리스 델리아 - 앨릭스 밀러
- 레아 시혼 - 록산느
- 조 리스터 존스 - 릴리
- 댄 오브라이언 - 마크 머피